# P. Schneekloth Söhne
P. Schneekloth Söhne GmbH ist eine Weinkellerei mit Hauptsitz in Kiel. Auf Grund der in Kiel betriebenen Abfüllanlage bezeichnet sich Schneekloth selbst als die nördlichste Weinkellerei Deutschlands. Es besteht seit 1973 eine Partnerschaft zum Anbaugebiet Rheingau und dem dortigen Erzeuger Schloss Johannisberg, wo sich auch ein Einkaufsbüro von Schneekloth befindet.

## Geschichte
1816 erfolgte die Gründung der Weinkellerei P. Schneekloth Söhne GmbH. Das Weinimporthaus P. Schneekloth Söhne GmbH schloss sich 1950 der Bartels-Langness Handelsgesellschaft mbH & Co. KG in Kiel an. Die Weine werden  in Kiel  unter dem Namen Schneekloth abgefüllt und an weitere Händler in Schleswig-Holstein geliefert. 2008 erfolgte eine Modernisierung der Abfüllanlagen.

## Weine
Die P. Schneekloth Söhne GmbH handelt größtenteils mit Flaschenweinen, die aus allen Teilen der Welt importiert werden. Das Sortiment umfasst ca. 1000 verschiedene Weine, von denen etwa 500 in Supermarkt-Filialen angeboten werden.